# Moskvič 401
Moskvič 401 (rusky Москвич-401) byl automobil vyráběný automobilkou MZMA (Moskevský Závod Malolitrážních Automobilů). Byl to modernizovaný Moskvič 400, který vznikl úpravou Opelu Kadett. Dodávalo se i kombi pod názvem Moskvič 420 a kabriolet Moskvič 420A. Výroba vozu začala v roce 1954 a skončila v roce 1956, kdy byl nahrazen typem 402.

## Technické údaje
- Motor
  - rozvod: SV
  - objem 1074 cm³
  - vrtání × zdvih: 67,5 mm × 75 mm
  - výkon: 17 kW (23 koní)
  - Maximální rychlost: 90 km/h
- Převodovka: třístupňová manuální
- Rozměry
  - Délka: 3 855 mm
  - Šířka: 1 400 mm
  - Výška: 1 545 mm
  - Rozvor: 2 340 mm
  - Rozchod kol
    - Přední: 1 105 mm
    - Zadní: 1 170 mm
- Hmotnost: 845 kg